# Arbuzynský rajón
Arbuzynský rajón (ukrajinsky Арбузинський район) byl rajón v Mykolajivské oblasti na Ukrajině. Hlavním městem byla Arbuzynka a rajón měl přibližně 20 tisíc obyvatel. 

## Sídla v rajónu
- Arbuzynka
- Kosťantynivka